# Plectophanes archeyi
Espèce
Plectophanes archeyi est une espèce d'araignées aranéomorphes de la famille des Cycloctenidae.

## Distribution
Cette espèce est endémique de la région de Canterbury sur l'île du Sud en Nouvelle-Zélande,. Elle se rencontre vers le Christchurch.

## Description
La femelle holotype mesure 4,32 mm.

## Publication originale
- Forster, 1964 : The spider family Toxopidae (Araneae). Annals of the Natal Museum, vol. 16, no , p. 113-151 (« texte intégral »(Archive.org • Wikiwix • Archive.is • Google • Que faire ?)).